# Заслужений працівник вищої школи УРСР
Заслу́жений працівник вищої школи Украї́нської РСР — почесне звання, державна нагорода Української РСР, що вручалась у 1981—1988 роках.

## Загальні відомості
Почесне звання «Заслужений працівник вищої школи УРСР» встановлене Указом Президії Верховної Ради УРСР № 2539-X від 1 жовтня 1981 року.
Указом Президії Верховної Ради УРСР № 6848-XI від 15 листопада 1988 року почесне звання «Заслужений працівник вищої школи УРСР» було скасоване.